# Corked 900 tailgrab
En corked 900 tailgrab inom skidsport är ett skidtrick som består av två och ett halvt varvs helikoptersnurr med korsade skidor och handpåläggning på skidans bakre del, och när man snurrar corkat ska man försöka snurra snett med ca 20-70 graders förhållande till marken.